# Terra Indígena Anta
Anta é uma terra indígena macuxi localizada no estado brasileiro de Roraima, no município de Alto Alegre. A terra indígena foi homologada pelo Decreto 376 de 26 de dezembro de 1991. Possui uma área de 3.173 ha e uma população de 139 índios dos povos macuxi e wapixana, segundo dados da Funai de 2006.
A terra indígena localiza-se 100% no bioma da Amazônia, em vegetação de savana, na bacia hidrográfica do Rio Negro.